# Ronnie Claire Edwards
Veronica «Ronnie» Claire Edwards (Oklahoma City; 9 de febrero de 1933-Dallas; 14 de junio de 2016) fue una actriz estadounidense, conocida principalmente por interpretar a Corabeth Walton Godsey en The Waltons.

## Biografía
Inició su carrera en 1963, y es conocida por haber interpretado a Corabeth Walton en The Waltons. En esta serie, era la esposa del tendero, Ike Godsey, interpretado por Joe Conley.
También apareció en la serie Desingning Women, como Ione Frazier, la madre de Charlene Frazier Stillfield, interpretada por Jean Smart. Edwards, interpretó a la Tía Dolly en la serie Boone, emitida en la cadena NBC desde 1983 a 1984. Compartió créditos con Tom Byrd y Barry Corbin. 
Edwards, apareció en un episodio de Antiques Roadshow en 2008, en la cadena de PBS. También fue una estrella invitada en Star Trenk: The Next Generation, en el episodio "Thine Own Self". 

## Filmografía
- 12 Miles of Bad Road (2007)
- A Walton Easter (1997)
- A Walton Wedding (1995)
- Star Trek: The Next Generation (1994)
- A Walton Thanksgiving Reunion (1993)
- Just in Time (1988)
- Sara (1985)
- Boone (1983-1984)
- A Day for Thanks on Walton's Mountain (1982)
- Mother's Day on Waltons Mountain (1982)
- A Wedding on Walton's Mountain (1982)
- The Waltons (1975-1981)
- Future Cop (1976)
- Paper Moon (1974)